# Bothriothorax trjapitzini
Bothriothorax trjapitzini är en stekelart som beskrevs av Khlopunov 1980. Bothriothorax trjapitzini ingår i släktet Bothriothorax och familjen sköldlussteklar.
Artens utbredningsområde är Mongoliet. Inga underarter finns listade.